# Vuelta a España 1989
La 44.ª edición de la Vuelta a España se disputó del 24 de abril al 15 de mayo de 1989 con un recorrido de 3.656 km dividido en un prólogo y 21 etapas, una de ellas doble, con inicio en La Coruña y final en Madrid.
Participaron 189 corredores repartidos en 21 equipos de los que solo lograron finalizar la prueba 143 ciclistas.
El vencedor, el español Pedro Delgado cubrió la prueba a una velocidad media de 39,309 km/h.
Perico Delgado, tras inscribir su nombre en el palmarés del Tour de Francia, era el gran favorito a ganar la Vuelta. A excepción de Fabio Parra y Reimund Dietzen, la mayoría de sus adversarios eran españoles, destacando entre otros Álvaro Pino, Marino Lejarreta y Anselmo Fuerte.

## Desarrollo
La 5.ª etapa fue la primera prueba seria de la carrera, con un sinuoso recorrido con varias ascensiones de 2.ª categoría. A unos 70 kilómetros de meta, se produjo una escapada de varios corredores. El neerlandés Luc Suykerbuyk se adjudicó el triunfo parcial, pero es el colombiano Omar Hernández el más beneficiado de la jornada, al situarse primero en la clasificación y hacerse con el maillot amarillo. Los grandes perjudicados del día fueron Marino Lejarreta y Pello Ruiz Cabestany, que prácticamente decían adiós a sus posibilidades de triunfo final.
En la única etapa pirenaica con final en alto, la 11.ª, con final en Cerler, Perico Delgado logró imponerse a un grupo exclusivamente formado por ciclistas colombianos, los cuales se planteaban como los rivales más firmes del corredor segoviano de cara al triunfo final en la Vuelta a España.
Durante la etapa siguiente tuvo lugar un desgraciado suceso, al sufrir una grave caída en el túnel del Cotefablo el corredor alemán Reimund Dietzen, segundo en las dos últimas ediciones de la Vuelta, por culpa de la deficiente iluminación.

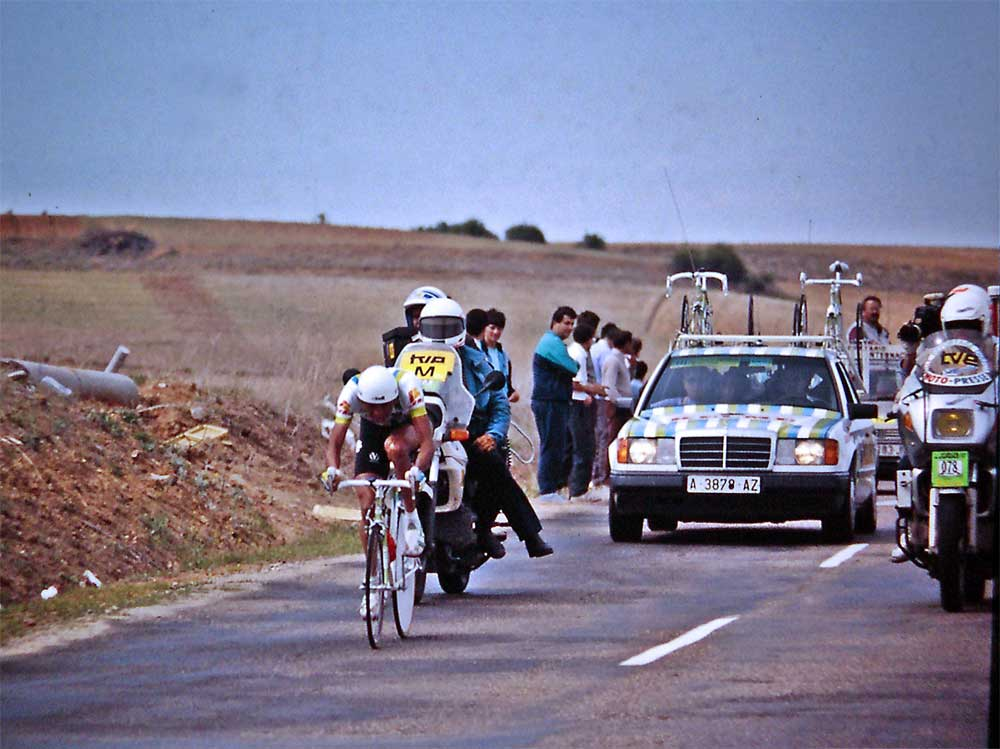
Fabio Parra lucha por el maillot en la contrarreloj Valladolid-Medina del Campo

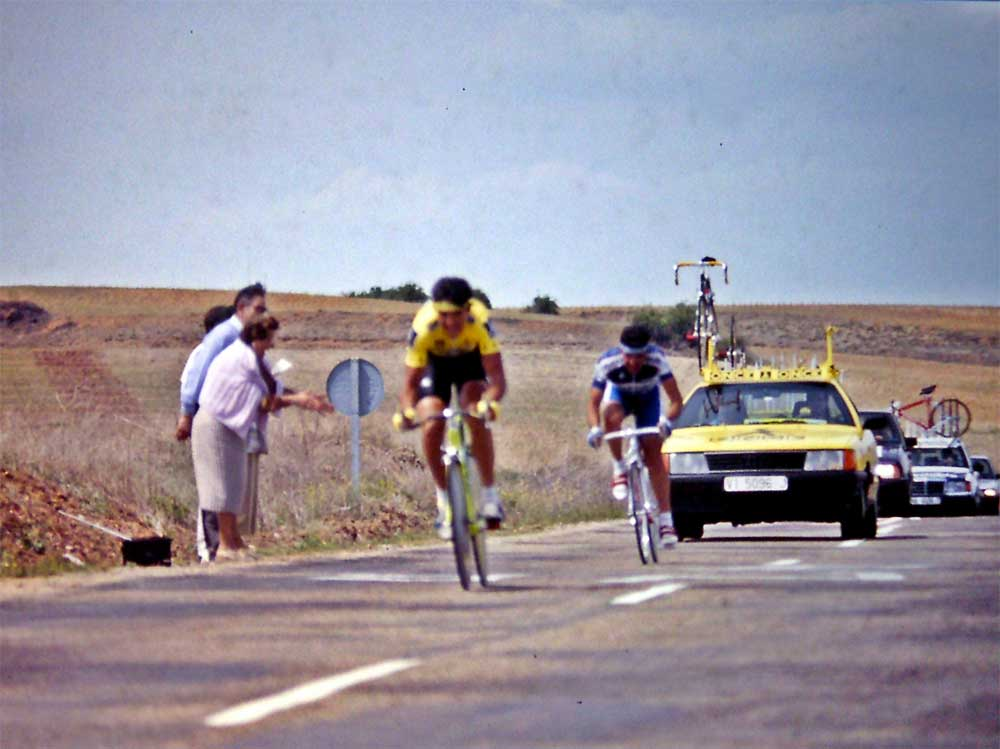
Perico Delgado doblando a su contrincante en la contrarreloj Valladolid-Medina del Campo

La siguiente cita importante fue la cronoescalada a la estación de Valdezcaray. Pedro Delgado logró su segundo triunfo de etapa, aunque el colombiano Martín Farfán conseguía ponerse líder por solo dos segundos de ventaja. Sin embargo, Farfán sería descalificado al día siguiente por dar positivo en un control antidopaje. Así, Delgado se vestía por primera vez de amarillo en esta edición de la Vuelta. Por detrás de él, Echave y Parra se encontraban a un minuto de diferencia.
Dos días después, se disputó la etapa con ascensión final a los míticos Lagos de Covadonga. A pocos kilómetros de la meta, Álvaro Pino atacó con fuerza, y se fue directo a por la victoria de etapa. Fabio Parra respondió al ataque, aunque no consiguió mantener el ritmo del ciclista español durante mucho tiempo. Por el contrario, Perico Delgado no pudo mantener el ritmo, y sin apenas ayuda, luchó cada metro de la ascensión para poder mantener el liderato de la carrera, lo cual logró finalmente por solo dos segundos de ventaja sobre Parra. Aunque todavía quedaba la etapa con final en Brañillín, Delgado pudo mantener a raya a los colombianos Parra y Vargas. Solo Echave se vio perjudicado aquel día, al perder un valioso tiempo en la meta.
Aún quedaban dos etapas muy importantes, una contrarreloj de 47 kilómetros en los alrededores de Valladolid y la clásica etapa disputada en la Sierra de Guadarrama, entre de la Comunidad de Madrid y la Comunidad de Castilla y León, y solo tres segundos separaban a Fabio Parra de Perico Delgado.
Fue el ciclista segoviano el que se impuso en el primer combate, ganando su tercera etapa de la Vuelta en Medina del Campo, imponiéndose en la contrarreloj individual, si bien lo más importante fueron los 54 segundos en que aventajó a su oponente.
En la etapa del día siguiente, Parra lo intentó en múltiples ocasiones, e incluso al final consiguió aventajar a Delgado en 19 segundos, pero finalmente no logró arrebatarle el maillot amarillo.
Así, Pedro Delgado ganaba su segunda Vuelta a España. En el podio, le acompañaron los colombianos Fabio Parra y Óscar de Jesús Vargas, este último ganador también de la clasificación de la montaña. El británico Malcolm Elliott, del equipo Teka, fue el vencedor en la clasificación por puntos.

## Etapas
| Etapa   | Fecha       | Recorrido                                               | Km         | Ganador                 | Líder             |
| Prólogo | 24 de abril | La Coruña-La Coruña                                     | 20,1       | Marnix Lameire          | Marnix Lameire    |
| 1.ª     | 25 de abril | La Coruña-Santiago de Compostela                        | 209        | Joaquín Hernández       | Benny Van Brabant |
| 2.ªa    | 26 de abril | Vigo-Vigo                                               | 34,4 (CRE) | Caja Rural              | Roland Le Clerc   |
| 2.ªb    | 26 de abril | Vigo-Orense                                             | 101        | Malcolm Elliott         | Roland Le Clerc   |
| 3.ª     | 27 de abril | Orense-Ponferrada                                       | 160,5      | Roberto Pagnin          | Roland Le Clerc   |
| 4.ª     | 28 de abril | La Bañeza-Béjar                                         | 247        | Eddy Planckaert         | Roland Le Clerc   |
| 5.ª     | 29 de abril | Béjar-Ávila                                             | 197,5      | Luc Suykerbuyk          | Omar Hernández    |
| 6.ª     | 30 de abril | Ávila-Toledo                                            | 157        | Massimo Ghirotto        | Omar Hernández    |
| 7.ª     | 1 de mayo   | Toledo-Albacete                                         | 235,5      | Stefano Allocchio       | Omar Hernández    |
| 8.ª     | 2 de mayo   | Albacete-Gandía                                         | 228        | Reimund Dietzen         | Omar Hernández    |
| 9.ª     | 3 de mayo   | Gandía-Benicasim                                        | 202        | Herminio Díaz Zabala    | Omar Hernández    |
| 10.ª    | 4 de mayo   | Vinaroz-Lérida                                          | 179        | Malcolm Elliott         | Omar Hernández    |
| 11.ª    | 5 de mayo   | Lérida-Estación de Cerler                               | 186,5      | Pedro Delgado           | Omar Hernández    |
| 12.ª    | 6 de mayo   | Benasque-Jaca                                           | 161        | Mathieu Hermans         | Omar Hernández    |
| 13.ª    | 7 de mayo   | Jaca-Zaragoza                                           | 165        | Mathieu Hermans         | Omar Hernández    |
| 14.ª    | 8 de mayo   | Ezcaray-Valdezcaray                                     | 24 (CRI)   | Pedro Delgado           | Martín Farfán     |
| 15.ª    | 9 de mayo   | Haro-Santoña                                            | 193,5      | Peter Hilse             | Pedro Delgado     |
| 16.ª    | 10 de mayo  | Santoña-Lagos de Covadonga                              | 228        | Álvaro Pino             | Pedro Delgado     |
| 17.ª    | 11 de mayo  | Cangas de Onís-Brañillín                                | 153        | Ivan Ivanov             | Pedro Delgado     |
| 18.ª    | 12 de mayo  | León-Valladolid                                         | 159        | Mathieu Hermans         | Pedro Delgado     |
| 19.ª    | 13 de mayo  | Valladolid-Medina del Campo                             | 47,5 (CRI) | Pedro Delgado           | Pedro Delgado     |
| 20.ª    | 14 de mayo  | Collado Villalba-Palazuelos de Eresma (Destilerías Dyc) | 188,5      | Alberto Camargo         | Pedro Delgado     |
| 21.ª    | 15 de mayo  | Palazuelos de Eresma (Destilerías Dyc)-Madrid           | 177        | Jean-Pierre Heynderickx | Pedro Delgado     |

## Equipos participantes
| Equipo       | Jefe de filas       |
| Teka         | Reimund Dietzen     |
| BH           | Álvaro Pino         |
| Reynolds     | Pedro Delgado       |
| ADR          | Eddy Planckaert     |
| Carrera      | Erich Maechler      |
| Caja Rural   | Marino Lejarreta    |
| Histor Sigma | Herman Frison       |
| Kelme        | Fabio Parra         |
| R.M.O.       | Eric Caritoux       |
| Lotus Zahor  | Juan Tomás Martínez |
| CLAS         | Casimiro Moreda     |

| Equipo           | Jefe de filas         |
| ONCE             | Pello Ruiz Cabestany  |
| Helios - CR      | Antonio Esparza       |
| Seur             | Marco Giovannetti     |
| Postobón         | Óscar de Jesús Vargas |
| Malvor Sidi      | Giuseppe Saronni      |
| Puertas Mavisa   | Gilles Mas            |
| Café de Colombia | Alberto Camargo       |
| Alfa Lum         | Vladimir Poulnikov    |
| Viscontea        | Stefano Colage        |
| Sicasal          | Joaquim Gomes         |

## Clasificaciones
En esta edición de la Vuelta a España se diputaron ocho clasificaciones que dieron los siguientes resultados:
| \| 1. \| Pedro Delgado \| España \| REY \| 93h 01' 47" \| \| \| 2. \| Fabio Parra \| Colombia \| KEL \| + 35" \| \| \| 3. \| Óscar de Jesús Vargas \| Colombia \| POS \| + 3' 09" \| \| \| 4. \| Federico Echave \| España \| BH \| + 3' 24" \| \| \| 5. \| Álvaro Pino \| España \| BH \| + 4' 28" \| \| \| 6. \| Ivan Ivanov \| Unión Soviética \| ALF \| + 5' 00" \| \| \| 7. \| Iñaki Gastón \| España \| KEL \| + 7' 24" \| \| \| 8. \| Pedro Saúl Morales \| Colombia \| KEL \| + 7' 59" \| \| \| 9. \| Jean-Claude Bagot \| Francia \| RMO \| + 8' 23" \| \| \| 10. \| Luc Suykerbuyk \| Holanda \| LOT \| + 9' 44" \| \| |                       |                 |     |             |  |
| 1. | Pedro Delgado         | España          | REY | 93h 01' 47" |  |
| 2. | Fabio Parra           | Colombia        | KEL | + 35"       |  |
| 3. | Óscar de Jesús Vargas | Colombia        | POS | + 3' 09"    |  |
| 4. | Federico Echave       | España          | BH  | + 3' 24"    |  |
| 5. | Álvaro Pino           | España          | BH  | + 4' 28"    |  |
| 6. | Ivan Ivanov           | Unión Soviética | ALF | + 5' 00"    |  |
| 7. | Iñaki Gastón          | España          | KEL | + 7' 24"    |  |
| 8. | Pedro Saúl Morales    | Colombia        | KEL | + 7' 59"    |  |
| 9. | Jean-Claude Bagot     | Francia         | RMO | + 8' 23"    |  |
| 10. | Luc Suykerbuyk        | Holanda         | LOT | + 9' 44"    |  |

| \| 1. \| Malcolm Elliott \| Reino Unido \| TEK \| 161 puntos \| \| 2. \| Mathieu Hermans \| Holanda \| CAJ \| 139 puntos \| \| 3. \| Eddy Planckaert \| Bélgica \| ADR \| 139 puntos \| |                 |             |     |            |
| 1. | Malcolm Elliott | Reino Unido | TEK | 161 puntos |
| 2. | Mathieu Hermans | Holanda     | CAJ | 139 puntos |
| 3. | Eddy Planckaert | Bélgica     | ADR | 139 puntos |

| \| 1. \| Óscar de Jesús Vargas \| Colombia \| POS \| 142 puntos \| \| 2. \| Pedro Delgado \| España \| REY \| 113 puntos \| \| 3. \| Ivan Ivanov \| Unión Soviética \| ALF \| 108 puntos \| |                       |                 |     |            |
| 1. | Óscar de Jesús Vargas | Colombia        | POS | 142 puntos |
| 2. | Pedro Delgado         | España          | REY | 113 puntos |
| 3. | Ivan Ivanov           | Unión Soviética | ALF | 108 puntos |

| \| 1. \| Miguel Ángel Iglesias \| España \| HEL \| 40 puntos \| |                       |        |     |           |
| 1.                                                              | Miguel Ángel Iglesias | España | HEL | 40 puntos |

| \| 1. \| Marcel Arntz \| Holanda \| CAJ \| - \| |              |         |     |   |
| 1.                                              | Marcel Arntz | Holanda | CAJ | - |

| \| 1. \| Ivan Ivanov \| Unión Soviética \| ALF \| 93h 06' 47" \| |             |                 |     |             |
| 1.                                                               | Ivan Ivanov | Unión Soviética | ALF | 93h 06' 47" |

| \| 1. \| Óscar de Jesús Vargas \| Colombia \| POS \| - \| |                       |          |     |   |
| 1.                                                        | Óscar de Jesús Vargas | Colombia | POS | - |

| \| 1. \| Kelme \| España \| KEL \| 279h 07' 56" \| |       |        |     |              |
| 1.                                                 | Kelme | España | KEL | 279h 07' 56" |

## Banda sonora
TVE cubre esta prueba escogiendo como banda sonora la canción "Más y más" del grupo La Unión.